# پناهگاه زیرزمینی خونیک علیا
پناهگاه زیرزمینی خونیک علیا مربوط به هزاره دوم و یکم قبل از میلاد است و در شهرستان نهبندان، روستای خونیک علیا واقع شده و این اثر در تاریخ ۱۰ دی ۱۳۸۱ با شمارهٔ ثبت ۶۸۷۰ به‌عنوان یکی از آثار ملی ایران به ثبت رسیده است.